# Liste du patrimoine culturel immatériel de l'humanité en Corée du Sud
Cet article recense les pratiques inscrites au patrimoine culturel immatériel en Corée du Sud.

## Statistiques
La Corée du Sud ratifie la convention pour la sauvegarde du patrimoine culturel immatériel le 9 février 2005. La première pratique protégée est inscrite en 2008.
En 2024, la Corée du Sud compte 23 éléments inscrit au patrimoine culturel immatériel, tous sur la liste représentative.

## Listes

### Liste représentative
Les éléments suivants sont inscrits sur la liste représentative du patrimoine culturel immatériel de l'humanité :
| Élément | Type | Subdivision        | Année | Lien  | Notes | Illus. |
| --- | --- | ------------------ | ----- | ----- | --- | ------ |
| Le festival Danoje de Gangneung                                                                              | pratiques sociales, rituels et événements festifs                                                              | Gangneung          | 2008  | 00114 | |        |
| Les chants épiques Pansori                                                                                   | arts du spectacle                                                                                              |                    | 2008  | 00070 | |        |
| Le rituel royal ancestral du sanctuaire de Jongmyo et sa musique                                             | pratiques sociales, rituels et événements festifs                                                              |                    | 2008  | 00016 | |        |
| Le Cheoyongmu                                                                                                | pratiques sociales, rituels et événements festifs arts du spectacle                                            |                    | 2009  | 00189 | |        |
| Le Ganggangsullae                                                                                            | pratiques sociales, rituels et événements festifs                                                              |                    | 2009  | 00188 | |        |
| Le rite Yeongdeunggut de Chilmeoridang (ko) à Cheju                                                          | pratiques sociales, rituels et événements festifs                                                              | Jeju-do            | 2009  | 00187 | |        |
| Le Yeongsanjae                                                                                               | pratiques sociales, rituels et événements festifs                                                              |                    | 2009  | 00186 | |        |
| Le Namsadang Nori                                                                                            | pratiques sociales, rituels et événements festifs                                                              |                    | 2009  | 00184 | |        |
| Le Daemokjang, architecture traditionnelle en bois                                                           | savoir-faire liés à l’artisanat traditionnel                                                                   |                    | 2010  | 00461 | |        |
| Le Gagok, cycles de chant lyrique accompagnés d’un orchestre                                                 | arts du spectacle                                                                                              |                    | 2010  | 00444 | |        |
| Le tissage du Mosi (ramie fine) dans la région de Hansan                                                     | savoir-faire liés à l’artisanat traditionnel                                                                   | Chungcheong du Sud | 2011  | 00453 | |        |
| Le Taekkyeon, un art martial traditionnel coréen                                                             | arts du spectacle                                                                                              |                    | 2011  | 00452 | |        |
| Le Jultagi, marche sur corde raide                                                                           | arts du spectacle                                                                                              |                    | 2011  | 00448 | |        |
| L'Arirang, chant lyrique traditionnel en République de Corée                                                 | traditions et expressions orales arts du spectacle                                                             |                    | 2012  | 00445 | |        |
| Le kimjang, préparation et partage du kimchi en République de Corée                                          | pratiques sociales, rituels et événements festifs                                                              |                    | 2013  | 00881 | |        |
| Le nongak, groupes de musique, danse et rituels communautaires de la République de Corée                     | pratiques sociales, rituels et événements festifs arts du spectacle                                            |                    | 2014  | 00717 | |        |
| Les rituels et jeux de tir à la corde                                                                        | pratiques sociales, rituels et événements festifs                                                              |                    | 2015  | 01080 | Partagé avec le Cambodge, les Philippines et le Viêt Nam |        |
| La fauconnerie, un patrimoine humain vivant                                                                  | connaissances et pratiques concernant la nature et l’univers                                                   |                    | 2016  | 01708 | Partagé avec l'Allemagne, l'Arabie saoudite, l'Autriche, la Belgique, la Croatie, les Émirats arabes unis, l'Espagne, la France, la Hongrie, l'Irlande, l'Italie, le Kazakhstan, le Kirghizistan, le Maroc, la Mongolie, le Pakistan, les Pays-Bas, la Pologne, le Portugal, le Qatar, la Syrie et la Tchéquie |        |
| La culture des haenyeo (plongeuses) de l'île de Jeju                                                         | connaissances et pratiques concernant la nature et l’univers                                                   | Jeju-do            | 2016  | 01068 | |        |
| La lutte coréenne traditionnelle (Ssirum/Ssireum)                                                            | pratiques sociales, rituels et événements festifs                                                              |                    | 2018  | 01533 | Partagé avec la Corée du Nord |        |
| Le Yeondeunghoe, fête des lanternes en République de Corée                                                   | pratiques sociales, rituels et événements festifs                                                              |                    | 2020  | 00882 | |        |
| Le talchum, danse théâtrale masquée en République de Corée                                                   | arts du spectacle                                                                                              |                    | 2022  | 01742 | |        |
| Les connaissances, les croyances et les pratiques liées à la préparation du jang (ko) en République de Corée | pratiques sociales, rituels et événements festifs connaissances et pratiques concernant la nature et l'univers |                    | 2024  | 01975 | |        |

### Patrimoine immatériel nécessitant une sauvegarde urgente
La Corée du Sud ne compte aucun élément listé sur la liste du patrimoine immatériel nécessitant une sauvegarde urgente.

### Registre des meilleures pratiques de sauvegarde
La Corée du Sud ne compte aucune pratique listée au registre des meilleures pratiques de sauvegarde.